# Ludárov potok
Ludárov potok je potok v horním Liptově, v jižní část okresu Liptovský Mikuláš. Je to levostranný přítok Štiavnice, měří 4,7 km a je tokem IV. řádu. Teče územím NAPANTu, na horním toku územím NPR Ďumbier.

## Pramen
Pramení v Nízkých Tatrách, v podcelku Ďumbierské Tatry na severovýchodním svahu vrchu Ďumbieru (2 043,4 m n. m.) v nadmořské výšce přibližně 1 590 m n. m.

## Popis toku
Od pramene teče na sever, esovitě se stáčí, dále pokračuje severovýchodním směrem, zprava přibírá přítok z Matúšovských holí a zleva krátký přítok (1 341,8 m n. m.) z východojihovýchodného svahu Ludárovy hole (1 731,6 m n. m.). Následně vytváří Ludárovu dolinu, v její dolní části se esovitě stáčí dále teče na sever a na začátku Jánské doliny, jihovýchodně od myslivny Pred Bystrou se v nadmořské výšce cca 890 m n. m. vlévá do Štiavnice.